# رود آرمو
رود آرمو (روسی: Арму) یک رودخانه در سرزمین پریمورسکی کشور روسیه است.